# Rengaskari, Nokia
Rengaskari är en ö i Finland. Den ligger i sjön Pyhäjärvi och i kommunen Nokia i den ekonomiska regionen Tammerfors och landskapet Birkaland, i den södra delen av landet, 160 km nordväst om huvudstaden Helsingfors. Öns area är 0,1 hektar och dess största längd är 70 meter i öst-västlig riktning.